# Бамир Топи
Бамир Миртеза Топи (алб. Bamir Myrteza Topi; Тирана, 24. април 1957) је политичар из Албаније и пети по реду председник Албаније. Дужност је преузео 24. јула 2007. године.
Бамир Топи је члан Демократске партије Албаније, али се сматра подоста импартијалним. На месту председника је наследио Алфреда Мојсијуа.
Бамир Топи је један од најгласнијих заговорника независности Косова и Метохије. Проглашен је за почасног грађанина Приштине и за почасног доктора наука Универзитета у Приштини.